# Buick Model 19
La Model 19 è un'autovettura prodotta dalla Buick nel 1910. Nell'anno successivo fu sostituita da un modello simile, la Model 21, che restò in produzione fino al 1911. 

## Storia

### Model 19 (1910)
La Model 19 era dotata di un motore a quattro cilindri in linea da 4.179 cm³ di cilindrata che erogava 28,9  CV di potenza. Il propulsore era anteriore, mentre la trazione era posteriore. Il moto alle ruote posteriori era trasmesso tramite un giunto cardanico. Il cambio era a tre rapporti. La carrozzeria, che era disponibile in due versioni contraddistinte da passi differenti, era disponibile solo con corpo vettura torpedo. In totale, ne furono assemblati 4.000 esemplari. 

### Model 21 (1911)
Nel 1911 la Model 19 fu sostituita dalla Model 21. Il motore della nuova vettura manteneva la cilindrata del predecessore, ma erogava 40 CV. La Model 21, a differenza della Model 19, era offerta anche in versione roadster. La Model 21 è stata assemblata in 3.000 esemplari. 